# Столярова, Дарья Леонидовна
Да́рья Леони́довна Столяро́ва (в 2012—2015 — Исаева; р. 29 марта 1990, Москва) — российская волейболистка, чемпионка Европы 2013 года, 3-кратная чемпионка России, мастер спорта международного класса. Диагональная нападающая.

## Биография
Дарья Столярова начала заниматься волейболом в 1996 году в СДЮСШОР № 65 города Москвы. Первый тренер — Е. Е. Романенко. В 2006 в составе команды «Заречье-Одинцово»-2 (Московская область) дебютировала в чемпионате России (первая лига).
С 2009 спортсменка выступала уже за основной состав подмосковного клуба в суперлиге российского первенства и в своём первом же сезоне в высшем дивизионе стала чемпионкой страны.
С сезона 2011/2012 Дарья Столярова неизменно выступала в стартовом составе команды «Заречье-Одинцово» на позиции нападающей-доигровщицы, а по итогам предварительного этапа чемпионата России 2012/2013 стала 4-й в списке самых результативных игроков первенства (уже под фамилией Исаева).
В 2013—2014 Дарья Исаева выступала за команду «Факел» (Новый Уренгой). В декабре 2014 заключила контракт с омской «Омичкой», в составе которой в том же месяце стала серебряным призёром Кубка России и была признана лучшей подающей турнира.
В 2011 году волейболистка приняла участие во Всемирной Универсиаде в составе студенческой сборной России и стала бронзовым призёром турнира.
8 июля 2012 года в Екатеринбурге Исаева дебютировала в составе национальной сборной России в розыгрыше Кубка Ельцина в заключительном матче турнира против сборной Италии.
В 2013 году волейболистка приняла участие во всех турнирах, проведённых сборной России: «Монтрё Воллей Мастерс» в Швейцарии (признана лучшей подающей турнира), Кубок Ельцина (первое место), Гран-при и, наконец, стала чемпионкой Европы на проходившем в сентябре в Германии и Швейцарии континентальном первенстве. 2 августа в бразильском Кампинасе в стартовом матче Гран-при-2013 против сборной США состоялся дебют Дарьи Исаевой в составе сборной России в официальных турнирах.
В 2015 году Дарья Исаева в составе второй сборной России участвовала в турнире «Монтрё Волей Мастерс» и Европейских играх. В июле того же года в качестве капитана студенческой сборной России привела свою команду к победе в волейбольном турнире Универсиады в южнокорейском Кванджу.
В августе—сентябре 2015 в составе основной сборной России приняла участие в розыгрыше Кубка мира.

### Игровая карьера
- 2006—2013 —  «Заречье-Одинцово» (Московская область);
- 2013—2014 —  «Факел» (Новый Уренгой);
- 2014—2015 —  «Омичка» (Омск);
- 2015—2017 —  «Динамо-Казань» (Казань);
- 2017—2020 —  «Динамо» (Москва);
- 2020—2021 —  «Ленинградка» (Санкт-Петербург).

## Достижения

### Со сборными
- Чемпионка Европы 2013 года;
- Участница Мирового Гран-при 2013;
- Участница розыгрыша Кубка мира 2015;
- Двукратный победитель Кубка Ельцина (2012, 2013);
- Победитель (2015) и бронзовый призёр (2011) Универсиад в составе студенческой сборной России;

### С клубами
- 3-кратная чемпионка России — 2010, 2018, 2019;
  - серебряный призёр чемпионата России 2017.
- двукратный победитель розыгрышей Кубка России — 2016, 2018;
  - двукратный серебряный призёр Кубка России — 2014, 2019.
- двукратный обладатель Суперкубка России — 2017, 2018.
- победитель розыгрыша Кубка ЕКВ 2017